# Jinpyeong (roi de Silla)
Jinpyeong (hangeul : 진평왕 ; hanja : 眞平王), né Kim Baek-Jeong (hangeul : 백정 ; hanja : 白淨) vers 567 et mort le 20 janvier 632, est le 26e roi de Silla, l'un des Trois Royaumes de Corée du 17 juillet 579 jusqu'à sa mort.

## Famille
Jinpyeong de Silla est le fils de Lady Mano et du prince héritier Dongryun (coréen : 동륜태자 ; ???-572), lui-même descendant de Jinheung de Silla (526-576) et de la reine Sado (coréen : 사도왕후 박씨 ; ??? - février 614) du clan Park.
Il s'unit avec la reine Maya de Silla et ensemble, ils ont trois filles : la reine Seondeok (coréen : 덕만 ; 606 - 8 janvier 647), la princesse Cheonmyeong de Silla (coréen : 천명공주) et la princesse Seonhwa de Silla (coréen : 선화공주).

## Dans la culture populaire
Jinpyeong de Silla apparaît dans plusieurs séries. Il est notamment interprété par Park Woong dans Samgukgi (1992), par Choi Dong-joon dans Ballad of Seodong (2005-2006), par Cha Du-ok dans Yeon Gaesomun (2006-2007),
- Interprété par Jo Min-ki, Baek Jong-min et Kang San en 2009 dans Queen Seondeok[5].
- Interprété par Kim Ha-kyun en 2012 dans The King's Dream.